# Simon Vatriquant
Simon Vatriquant est un compositeur belge de casse-tête numériques et logiques. Contributeur du Sphinx, magazine de mathématiques récréatives, sous le pseudonyme de « Minos », 
il a créé les cryptarithmes (mai 1931,
février 1934).
C'est à tort que l'on identifie « Minos » à un Maurice Vatriquant, qui en fait n'a jamais existé.
Il a également étudié des problèmes d'échecs relatifs au parcours du cavalier sur un échiquier, dans la revue L'Échiquier, en particulier en 1928
et 1929,
ainsi que dans une brochure éditée en 1933 par la Librairie du Sphinx.
Il était professeur de mathématiques, puis préfet d'études de l'Athénée royal de Bruxelles de 1945 à 1948
,
et préfet de l'Athénée royal d'Ixelles de 1948 à 1952
.

## Sources
- Comptes-rendus du Premier Congrès international de récréation mathématique, Bruxelles, Librairie du Sphinx, 1935 (Bibliothèque Royale de Belgique, BR 8812 R)